# Pompa dławnicowa
Pompa dławnicowa – pompa wirowa, w której elektryczny silnik napędowy jest całkowicie oddzielony od pompowanej cieczy. W tym przypadku przejście wału wirnika pompy przez jej korpus uszczelnione jest za pomocą dławnicy lub uszczelnienia mechanicznego. Element uszczelniający smarowany jest przez pompowaną ciecz. Silnik napędowy pompy chłodzony jest powietrzem, a łożyska jego wirnika wymagają smarowania.